# آختی

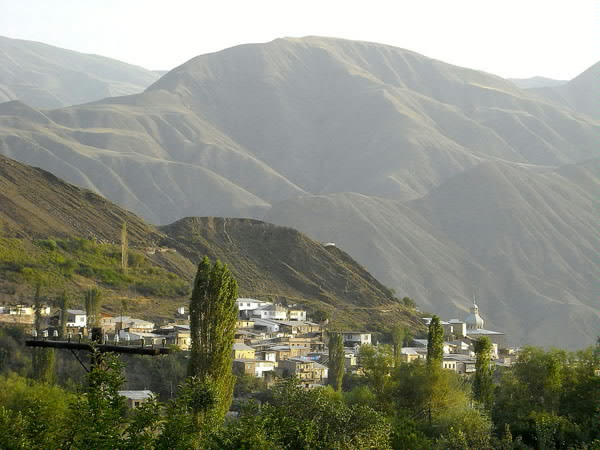
نمایی از آختی، یک شهرک در داغستان روسیه - ۲۰۱۱

آختی (به لاتین: Akhty) یک شهرک در روسیه است که در داغستان واقع شده‌است.